# Eusebi Güell
Pour les articles homonymes, voir Güell.
Eusebi Güell i Bacigalupi, comte de Güell, né a Barcelone le 15 décembre 1846 et mort a Barcelone le 8 juillet 1918, est un industriel et mécène espagnol.

## Biographie
Eusebi Güell est le fils de Joan Güell i Ferrer (es) (1800–1872), un riche industriel originaire de Torredembarra ayant amassé une fortune considérable sur l'île de Cuba, notamment comme marchand d’esclave, et dirigeant de nombreuses activités commerciales dans la ville de Barcelone. Sa mère est Francesca Bacigalupi i Dolcer, une descendante d'une ancienne famille de marchands italiens de la république de Gênes ayant immigré en Catalogne à la fin du XVIIIe siècle.
Il est connu pour avoir été le mécène d'Antoni Gaudí qu'il rencontra à l’Exposition universelle de 1878. La première commande que Güell fit à Gaudi fut les meubles de la chapelle du palais de Sobrellano à Comillas (Cantabrie). De là naîtra une relation entre les deux hommes, Güell passera de nombreuses commandes à Gaudí, ce qui aboutira à la production d'œuvres majeures du modernisme catalan telles que le parc Güell, la Casa Vicens, le palais Güell ou encore la Sagrada Familia. 
En 1919, il fait construire le palais de Pedralbes qu'il offre ensuite au roi Alphonse XIII.
Il est anobli « comte de Güell » en 1908.
Eusebi Güell épousa en 1871 Luisa Isabel López Bru (1851–1924), fille d’Antonio Lopez qui fut également marchand d’esclaves. Il devient ainsi l’un des hommes les plus riches d’Espagne.
Ensemble, ils ont 10 enfants : Isabel – devenue compositrice de musique, Maria Lluïsa, Juan Antonio, María Cristina, Eusebi, Claudi, Santiago, Francesca, Josefina et Mercè Güell. Son troisième enfant, Juan Antonio Güell y López (es) (1874–1958), héritera des titres de comte de Güell, de comte de Ruiseñada et de marquis de Cormillas avant de se lancer en politique et de devenir maire de la ville de Barcelone.
De nombreux bâtiments, construits par Gaudi, portent son nom : 
- le cellier Güell
- la crypte de la Colonie Güell
- le palais Güell
- le Parc Güell
- le Pavillon Güell

Eusebi Güell meurt le 8 juillet 1918 dans sa résidence du Park Güell[Quand ?][Quand ?], qui est aujourd’hui[Quand ?] devenue l’école publique Baldiri Reixac.